# Gukovo
Gukovo (tiếng Nga: Гуково) là một thành phố Nga. Thành phố này thuộc chủ thể Rostov Oblast. Thành phố có dân số 66.648 người (theo điều tra dân số năm 2002). Đây là thành phố lớn thứ 237 của Nga theo dân số năm 2002. Dân số qua các thời kỳ: